# 薛村镇
薛村镇，是中华人民共和国山西省吕梁市柳林县下辖的一个乡镇级行政单位。

## 行政区划
薛村镇下辖以下地区：
薛王山村、小成村、南坡村、前大成村、后大成村、八盘山村、高红村、薛村、邢家庄村、焉哉村、薛家垣村、李家垣村、后山村、军渡村、郝家津村、焉头村、大凤山村、斜则村和港村。